# Jean Rigal
Jean Rigal (Boulogne-Billancourt, 12 dicembre 1890 – Parigi, 5 novembre 1979) è stato un allenatore di calcio e calciatore francese, di ruolo ala.

## Carriera

### Calciatore

#### Club
Ha militato dal 1908 al 1912 nell'Association fraternelle de la Garenne-Colombes.
Con il club di La Garenne-Colombes Rigal partecipa al Championnat de France de football FGSPF.

#### Nazionale
Venne convocato nella nazionale di calcio francese, con cui disputò undici incontri amichevoli, segnando una rete.
Esordì in nazionale il 9 maggio 1909, nell'incontro amichevole contro il Belgio che si impose per 5-2 sui Galletti, segnando una delle due reti francesi.
L'ultimo match con la casacca dei blues è datato 28 gennaio 1912, nel pareggio per 1-1 con il Belgio.

### Allenatore
Divenne membro della commissione tecnica della nazionale di calcio francese dal 1922 al 1936, e dal 1949 al 1956 fu assistente al commissario tecnico dei blues Gaston Barreau.
Guidò la nazionale alle XVII Olimpiadi, ottenendo il secondo posto del girone D della fase a gruppi, venendo eliminato.

## Statistiche

### Cronologia presenze e reti in Nazionale[3]
| Cronologia completa delle presenze e delle reti in nazionale ― Francia | Cronologia completa delle presenze e delle reti in nazionale ― Francia | Cronologia completa delle presenze e delle reti in nazionale ― Francia | Cronologia completa delle presenze e delle reti in nazionale ― Francia | Cronologia completa delle presenze e delle reti in nazionale ― Francia | Cronologia completa delle presenze e delle reti in nazionale ― Francia | Cronologia completa delle presenze e delle reti in nazionale ― Francia | Cronologia completa delle presenze e delle reti in nazionale ― Francia |
| Data                                                                   | Città                                                                  | In casa                                                                | Risultato                                                              | Ospiti                                                                 | Competizione                                                           | Reti                                                                   | Note                                                                   |
| ---------------------------------------------------------------------- | ---------------------------------------------------------------------- | ---------------------------------------------------------------------- | ---------------------------------------------------------------------- | ---------------------------------------------------------------------- | ---------------------------------------------------------------------- | ---------------------------------------------------------------------- | ---------------------------------------------------------------------- |
| 09/05/1909                                                             | Bruxelles                                                              | Belgio                                                                 | 5 – 2                                                                  | Francia                                                                | Amichevole                                                             | 1                                                                      |                                                                        |
| 22/05/1909                                                             | Gentilly                                                               | Francia                                                                | 0 – 11                                                                 | Inghilterra                                                            | Amichevole                                                             | -                                                                      |                                                                        |
| 03/04/1910                                                             | Gentilly                                                               | Francia                                                                | 0 – 4                                                                  | Belgio                                                                 | Amichevole                                                             | -                                                                      |                                                                        |
| 16/04/1910                                                             | Brighton                                                               | Inghilterra                                                            | 10 – 1                                                                 | Francia                                                                | Amichevole                                                             | -                                                                      |                                                                        |
| 15/05/1910                                                             | Milano                                                                 | Italia                                                                 | 6 – 2                                                                  | Francia                                                                | Amichevole                                                             | -                                                                      |                                                                        |
| 01/01/1911                                                             | Charentonneau                                                          | Francia                                                                | 0 – 3                                                                  | Ungheria                                                               | Amichevole                                                             | -                                                                      |                                                                        |
| 23/03/1911                                                             | Parigi                                                                 | Francia                                                                | 0 – 3                                                                  | Inghilterra                                                            | Amichevole                                                             | -                                                                      |                                                                        |
| 09/04/1911                                                             | Parigi                                                                 | Francia                                                                | 2 – 2                                                                  | Italia                                                                 | Amichevole                                                             | -                                                                      |                                                                        |
| 23/04/1911                                                             | Ginevra                                                                | Svizzera                                                               | 5 – 2                                                                  | Francia                                                                | Amichevole                                                             | -                                                                      |                                                                        |
| 30/04/1911                                                             | Bruxelles                                                              | Belgio                                                                 | 7 – 1                                                                  | Francia                                                                | Amichevole                                                             | -                                                                      |                                                                        |
| 28/01/1912                                                             | Parigi                                                                 | Francia                                                                | 1 – 1                                                                  | Belgio                                                                 | Amichevole                                                             | -                                                                      |                                                                        |
| Totale                                                                 |                                                                        | Presenze                                                               | 11                                                                     |                                                                        | Reti                                                                   | 1                                                                      |                                                                        |